# Jean-Pierre Dorat
 (janvier 2023).
Jean-Pierre Dorat est un comédien et directeur artistique français, né le 10 mai 1937.

## Biographie
Chargé de la supervision du doublage de nombreux films étrangers en France, il a notamment dirigé les versions françaises des films X-Men et des 2e et 3e trilogie Star Wars.
Il prend progressivement sa retraite durant la deuxième moitié des années 2000, mais continue d'assurer occasionnellement la direction artistique de certains blockbusters pour la Fox (comme Avatar ou Prometheus) ou Disney. Il prend définitivement sa retraite après avoir dirigé la version française du film Star Wars, épisode VIII : Les Derniers Jedi aux côtés de Donald Reignoux.
Son père, Charles Dorat, était adaptateur de doublage et acteur.

## Filmographie

### Cinéma
- 1964 : Les Parapluies de Cherbourg : Jean
- 1965 : Journal d'une femme en blanc : Landau
- 1968 : Le Franciscain de Bourges : Marc Toledano
- 1968 : La Nuit la plus chaude : Pierre
- 1969 : La Désirade : Raymond
- 1970 : Michel Strogoff : Vassili Feodor

### Télévision
- 1960 : Montserrat
- 1966 : La Fin de la nuit : Georges
- 1967 : Le monde parallèle
- 1972 : Les Gens de Mogador : Antoine

## Doublage

### Cinéma
- Sam Waterston dans :
  - Jeux d'espions (1980) : Cutter
  - Hannah et ses sœurs (1986) : David
  - Serial Mother (1994) : Eugene Sutphin
- 1964 : La flotte se mouille : Virgil Edwards (Edson Stroll)
- 1964 : La Baie aux émeraudes : Mark Camford (Peter McEnery)
- 1965 : Les Yeux bandés : Dr Bob Berford (Ted Knight)
- 1965 : Goliath à la conquête de Bagdad : Phir (Marino Masè)
- 1965 : Fureur sur le Bosphore : Boris Molotov (Dario De Grassi)
- 1966 : Jerry Land, chasseur d'espions : John Parker (Antonio Durán)
- 1968 : La Brigade des cow-boys : J.C. Sutton (Paul Petersen)
- 1970 : Macho Callahan : Yancy (Bo Hopkins)
- 1971 : Les diamants sont éternels : Klaus Hergersheimer (Ed Bishop)
- 1971 : Libération : Iakov Djougachvili (Iossif Goguitchaïchvili)
- 1971 : Un violon sur le toit : Motel Kamzoil (Leonard Frey)
- 1971 : Quatre Mouches de velours gris : le patron du studio de musique (Fulvio Mingozzi)
- 1971 : L'Apprentie sorcière : Rowan Jelk (Roddy McDowall) (1er doublage)
- 1971 : L'Organisation : Larry French (Jarion Monroe)
- 1972 : L'Esprit de la mort : Giles Cunningham (Robert Powell)
- 1973 : Le Témoin à abattre : Rico (Daniel Martin)
- 1973 : L'Or noir de l'Oklahoma : Marion (William Lucking)
- 1974 : 747 en péril : M. Kelly (Terry Lester)
- 1975 : La Route de la violence : Jamie Kane (Jamie Anderson)
- 1976 : Taxi Driver : l'homme qui regarde sa femme à travers la fenêtre (Martin Scorsese)
- 1978 : Morts suspectes : Norman (John Widlock)
- 1978 : Le ciel peut attendre : le guide (Buck Henry)
- 1979 : Nosferatu, fantôme de la nuit : Le capitaine du port (Jan Groth)
- 1979 : Qui a tué le président ? : John Cerruti (Anthony Perkins)
- 1979 : Manhattan : Dennis (Michael O'Donoghue)
- 1979 : Morsures : John Franklin (Donald Hotton)
- 1980 : Stardust Memories : un admirateur de sandy[Qui ?], un producteur[Qui ?] et un fervent des ovnis[Qui ?]
- 1981 : Le Prince de New York : Santimassino (Bob Balaban)
- 1982 : The Thing : Fuchs (Joel Polis)
- 1983 : La Foire des ténèbres : M. Dark (Jonathan Pryce)
- 1983 : L'Étoffe des héros : Scott Carpenter (Charles Frank)
- 1984 : La Machination : Cortini (Ron Parady)
- 1985 : Agnès de Dieu : Monseigneur (Gabriel Arcand)
- 1985 : Série noire pour une nuit blanche : le superviseur du groupe de travail aéronautique (David Cronenberg)
- 1986 : Peggy Sue s'est mariée : Richard Norvik (Barry Miller)
- 1986 : Le Clochard de Beverly Hills : le docteur Von Zimmer (Donald F. Muhich)
- 1986 : Howard... une nouvelle race de héros : Larry (David Paymer)
- 1987 : Boire et Déboires : Denny Gordon (Mark Blum)
- 1988 : Young Guns : Alex McSween (Terry O'Quinn)
- 1988 : Parrain d'un jour : Jerry (Joe Mantegna)
- 1988 : La Dernière Tentation du Christ : Lazare (Tomas Arana)
- 1990 : Hamlet : Player Queen (Christopher Fairbank)
- 1992 : Bob Roberts : Mack Laflin (David Strathairn)
- 1993 : Short Cuts : Howard Finnigan (Bruce Davison)

### Séries télévisées
- Peter Strauss dans :
  - Le Riche et le Pauvre (1976) : Rudy Jordache
  - Les Héritiers (1976) : Rudy Jordache
- 1966-1969 : Daktari : Jack Dane (Yale Summers)
- 1981-1989 : Dynastie : Dex Dexter (Michael Nader) (1re voix)
- 1968 : L'Odyssée : Télémaque (Renaud Verley)

### Séries d'animation
- 1971-1973 : Les Jackson Five : Jackie Jackson

## Direction artistique

### Films
- 1974 : L'Île sur le toit du monde
- 1975 : Vol au-dessus d'un nid de coucou[4]
- 1976 : Un vendredi dingue, dingue, dingue
- 1977 : Annie Hall[5]
- 1978 : Intérieurs
- 1979 : La Cité des femmes
- 1980 : Popeye
- 1981 : Un cosmonaute chez le roi Arthur
- 1981 : Passion d'amour
- 1982 : The Thing[6]
- 1982 : Le Choix de Sophie
- 1982 : Tron
- 1982 : Victor Victoria
- 1983 : Monty Python : Le Sens de la vie
- 1983 : Tendres Passions
- 1983 : Flashdance
- 1983 : Carmen
- 1984 : Birdy[7]
- 1984 : Le Secret de la pyramide
- 1984 : Splash
- 1985 : The Breakfast Club
- 1985 : Agnès de Dieu
- 1986 : Peggy Sue s'est mariée
- 1985 : La Rose pourpre du Caire
- 1986 : Hannah et ses sœurs
- 1986 : Top Gun
- 1986 : Le Lendemain du crime
- 1986 : Le Maître de guerre
- 1987 : Boire et Déboires
- 1987 : La Bamba
- 1987 : Dragnet
- 1987 : Radio Days
- 1988 : Working Girl[8]
- 1988 : Un poisson nommé Wanda[8]
- 1988 : Presidio, base militaire, San Francisco[9]
- 1988 : Rain Man
- 1988 : Biloxi Blues[10]
- 1989 : Miss Daisy et son chauffeur
- 1989 : Né un 4 juillet
- 1989 : Shirley Valentine
- 1989 : Mon père
- 1990 : Le Parrain 3 (codirection avec Martine Meiraghe)
- 1990 : Jours de tonnerre
- 1990 : Danse avec les loups[11]
- 1990 : Henry et June[12]
- 1990 : Les Affranchis[13]
- 1990 : Bons baisers d'Hollywood
- 1991 : Robin des Bois, prince des voleurs[14] (1er doublage)
- 1991 : Un baiser avant de mourir
- 1991 : New Jack City
- 1992 : Malcolm X[15]
- 1992 : Wayne's World
- 1992 : Bob Roberts
- 1992 : Boomerang
- 1992 : Le Dernier des Mohicans
- 1993 : Tina[16]
- 1993 : Les Aventures de Huckleberry Finn
- 1993 : L'Affaire Pélican
- 1993 : Bodyguard
- 1993 : Les Trois Mousquetaires[17]
- 1993 : Indiscrétion assurée
- 1993 : Flesh and Bone
- 1993 : M. Butterfly
- 1993 : Tombstone
- 1993 : L'Impasse[18]
- 1993 : L'Avocat du diable[19]
- 1993 : Gilbert Grape[20]
- 1994 : Y a-t-il un flic pour sauver Hollywood ?
- 1994 : My Father, ce héros
- 1994 : Ace Ventura, détective chiens et chats
- 1994 : Quatre mariages et un enterrement
- 1994 : The Mask
- 1994 : L'Amour en équation
- 1994 : Opération Shakespeare
- 1994 : Terminal Velocity[réf. nécessaire]
- 1995 : Freddy sort de la nuit[21]
- 1995 : L'Armée des douze singes[22]
- 1995 : Casino
- 1995 : Judge Dredd
- 1995 : Où sont les hommes ?
- 1995 : Nixon
- 1995 : Showgirls
- 1995 : White Man
- 1995 : Dolores Claiborne[23]
- 1995 : Basketball Diaries[24]
- 1996 : Daylight[25]
- 1996 : City Hall[26]
- 1996 : Cœur de dragon[27]
- 1996 : Mesure d'urgence
- 1997 : Anaconda, le prédateur
- 1997 : Menteur, menteur
- 1997 : Prince Vaillant
- 1997 : Paradise Road
- 1997 : Turbulences à 30000 pieds
- 1997 : L'Idéaliste
- 1997 : Haute Trahison
- 1998 : À tout jamais, une histoire de Cendrillon
- 1998 : Docteur Dolittle[28]
- 1998 : The Truman Show[29]
- 1998 : Mary à tout prix[30]
- 1998 : Black Dog
- 1999 : Star Wars, épisode I : La Menace fantôme[31]
- 1999 : Premier Regard
- 1999 : Un plan simple
- 1999 : Virus[32]
- 1999 : En direct sur Edtv[33]
- 1999 : Fight Club[34]
- 1999 : Haute Voltige[35]
- 1999 : Bangkok, aller simple[36]
- 2000 : Eh mec ! Elle est où ma caisse ?[37]
- 2000 : Un été sur Terre[38]
- 2000 : L'Enfer du devoir[39]
- 2000 : Suspicion[14]
- 2000 : Mon voisin le tueur[40]
- 2000 : Ma mère, moi et ma mère[41]
- 2000 : Big Mamma[42]
- 2000 : Endiablé[43]
- 2000 : La Légende de Bagger Vance[44]
- 2000 : La Plage[45]
- 2000 : L'Art de la guerre[46]
- 2000 : X-Men[47]
- 2000 : Un thé avec Mussolini[48]
- 2000 : Fous d'Irène
- 2000 : Les Chemins de la dignité[49]
- 2001 : La Planète des singes[50]
- 2001 : En territoire ennemi[51]
- 2001 : Le Chevalier Black[52]
- 2001 : Monkeybone[53]
- 2001 : Un mariage trop parfait[54]
- 2001 : Trop, c'est trop ![55]
- 2001 : Moulin Rouge[56]
- 2001 : Pas un mot[57]
- 2001 : Mon copain Mac, héros des étoiles
- 2001 : Escrocs[58]
- 2001 : Intuitions[59]
- 2001 : From Hell[60]
- 2001 : Attraction animale[61]
- 2001 : Docteur Dolittle 2[62]
- 2001 : Jeepers Creepers
- 2002 : Nicholas Nickleby[63]
- 2002 : Swimfan[64]
- 2002 : La Prophétie des ombres[65]
- 2002 : Sex fans des sixties[66]
- 2002 : Les Sentiers de la perdition[67]
- 2002 : Mission Évasion[68]
- 2002 : Star Wars, épisode II : L'Attaque des clones[69]
- 2002 : Infidèle[70]
- 2002 : Crocodile Hunter[71]
- 2002 : The Dancer Upstairs[72]
- 2002 : Meurs un autre jour[73]
- 2002 : Igby[74]
- 2002 : Compte à rebours mortel[25]
- 2002 : Beat Battle[75]
- 2003 : Le Manoir hanté et les 999 Fantômes
- 2003 : Treize à la douzaine[76]
- 2003 : House of Sand and Fog[77]
- 2003 : Jeepers Creepers 2[78]
- 2003 : La Ligue des gentlemen extraordinaires[79]
- 2003 : Le Maître du jeu[80]
- 2003 : Deux en un[44]
- 2003 : Le Divorce[81]
- 2003 : Daredevil[82]
- 2003 : Le Purificateur[83]
- 2003 : X-Men 2[84]
- 2003 : Ivresse et Conséquences[85]
- 2003 : Cody Banks, agent secret[86]
- 2004 : Cody Banks, agent secret 2 : Destination Londres[87]
- 2004 : Man on Fire[88]
- 2004 : Alien vs. Predator[89]
- 2004 : Rencontre à Wicker Park[90]
- 2004 : L'Enlèvement[91]
- 2004 : De-Lovely[92]
- 2004 : Le Vol du Phœnix[93]
- 2004 : Sideways[94]
- 2004 : Night Watch[95]
- 2004 : Des étoiles plein les yeux[96]
- 2004 : Club Dread[97]
- 2004 : The Girl Next Door[98]
- 2004 : Mon chien, ce héros[99]
- 2004 : Out of Time[100]
- 2004 : Le Jour d'après[101]
- 2004 : I, Robot[102]
- 2005 : Black/White[103]
- 2005 : Star Wars, épisode III : La Revanche des Sith[104]
- 2005 : Elektra[105]
- 2005 : Trouble Jeu[49]
- 2005 : In Her Shoes[106]
- 2005 : Be Cool[107]
- 2005 : Esprit de famille[108]
- 2005 : Les Quatre Fantastiques[109]
- 2005 : Stay[56]
- 2005 : Amityville[110]
- 2006 : La colline a des yeux[111]
- 2006 : Sexy Movie[112]
- 2006 : Day Watch[113]
- 2006 : Une grande année[114]
- 2006 : Confetti[115]
- 2006 : Le Diable s'habille en Prada[116]
- 2006 : Big Mamma 2[117]
- 2006 : La Malédiction[118]
- 2006 : X-Men : L'Affrontement final[119]
- 2006 : La Panthère rose[120]
- 2006 : Rocky Balboa[25]
- 2006 : The Sentinel[121]
- 2006 : Ma super ex[122]
- 2006 : Lucky Girl[123]
- 2007 : Die Hard 4 : Retour en enfer[124]
- 2007 : Les Quatre Fantastiques et le Surfer d'argent[125]
- 2007 : Pathfinder[126]
- 2007 : Aliens vs. Predator: Requiem[127]
- 2007 : À bord du Darjeeling Limited[128]
- 2007 : Sunshine[129]
- 2007 : Juno[130]
- 2008 : Marley et moi[131]
- 2008 : Au bout de la nuit[132]
- 2008 : Max Payne[133]
- 2008 : Babylon A.D.[134]
- 2008 : Appelez-moi Dave[135]
- 2009 : Avatar[136]
- 2009 : X-Men Origins: Wolverine[137]
- 2009 : Alvin et les Chipmunks 2[138]
- 2010 : Black Swan[139]
- 2010 : Wall Street : L'argent ne dort jamais[140]
- 2010 : Never Let Me Go[141]
- 2010 : Unstoppable[142]
- 2010 : Predators[143]
- 2011 : The Darkest Hour[144]
- 2011 : Big Mamma : De père en fils[145]
- 2011 : X-Men : Le Commencement[146]
- 2012 : The Descendants[147]
- 2012 : Prometheus[148]
- 2012 : L'Odyssée de Pi[149]
- 2013 : Die Hard : Belle journée pour mourir[150]
- 2013 : Wolverine : Le Combat de l'immortel[151]
- 2014 : Monuments Men[152]
- 2014 : X-Men: Days of Future Past[153]
- 2014 : Exodus[154]
- 2015 : Welcome Back[155]
- 2015 : Star Wars, épisode VII : Le Réveil de la Force[156]
- 2016 : Deadpool[157]
- 2016 : Le Livre de la jungle[158]
- 2016 : X-Men: Apocalypse[159]
- 2016 : Rogue One: A Star Wars Story[160]
- 2017 : Logan[161]
- 2017 : Star Wars, épisode VIII : Les Derniers Jedi (codirection avec Donald Reignoux)

### Films d'animation
- 1940 : Pinocchio[162] (2e doublage, 1975)
- 1941 : Dumbo[163] (2e doublage, 1980)
- 1942 : Bambi[164] (2e et 3e doublages, 1993)
- 1944 : Les Trois Caballeros[165] (2e doublage)
- 1951 : Alice au pays des merveilles[8] (2e doublage, 1974)
- 1977 : Les Aventures de Bernard et Bianca[166]
- 1977 : Peter et Elliott le dragon (1er doublage)
- 1978 : Le Petit Âne de Bethléem
- 1986 : Fievel et le Nouveau Monde
- 1987 : Les Aventures des Chipmunks
- 1988 : Le Petit Dinosaure et la Vallée des merveilles[167] (1er doublage)
- 1990 : Les Jetson : le film
- 1992 : Tom et Jerry, le film
- 1992 : Les Aventures de Zak et Crysta dans la forêt tropicale de FernGully
- 1994 : Astérix et les Indiens[168]

### Télévision
- 1978 : Le Voleur de Bagdad[8]
- 1990 - 1993 : Force de frappe[169]
- 1993 : Abraham
- 1994 : Loïs et Clark : Les Nouvelles Aventures de Superman (saison 2 uniquement)
- 1996 : Samson et Dalila[8]

### Autres
- 2017 : Star Tours: L'Aventure Continue (attraction de Disneyland Paris)